# Coppa Italia 2017-2018 (hockey su ghiaccio)
La Coppa Italia 2017-2018 di hockey su ghiaccio è la 22ª edizione del torneo, per questa stagione nuovamente messo in palio fra le squadre partecipanti all'Italian Hockey League 2017-2018 (la ex Serie B).

## Formula
La disputa della Coppa Italia rimane anche per questa stagione appannaggio delle squadre iscritte nella cadetteria (denominata ora Italian Hockey League). Cambia tuttavia la formula: non più una Final Four, ma un torneo ad eliminazione diretta che coinvolge tutte e dodici le squadre.
Le prime quattro classificate al termine del girone di andata del campionato hanno accesso diretto ai quarti di finale, mentre le altre otto disputeranno il turno di qualificazione. Tutti i turni si disputeranno in gara unica, ad eccezione della semifinale, che sarà con gara di andata e ritorno: il turno preliminare si sarebbe dovuto disputare in casa della squadra peggio classificata, i quarti di finale invece disputati in casa della squadra meglio classificata; per le semifinali, la squadra che giocherà per prima in casa sarà decisa per sorteggio; la finale sarà invece disputata in casa della squadra meglio classificata.
Successivamente, la federazione diede indicazione che anche il turno preliminare si sarebbe dovuto svolgere in casa della squadra meglio classificata.
Gli accoppiamenti per il turno preliminare e per i quarti sono stati determinati dalle norme organizzative federali annuali, mentre per le semifinali si è proceduto con un'estrazione, che si è svolta il 20 gennaio durante la riunione della LIHG.

## Classifica al termine del girone di andata
| Pos. | Squadra         | Pt | G  | V  | VOT | POT | P  | GF | GS | DR  |
| ---- | --------------- | -- | -- | -- | --- | --- | -- | -- | -- | --- |
| 1.   | Milano Rossoblu | 30 | 11 | 10 | 0   | 0   | 1  | 58 | 22 | +36 |
| 2.   | Eppan-Appiano   | 26 | 11 | 8  | 0   | 2   | 1  | 50 | 23 | +27 |
| 3.   | Merano          | 23 | 11 | 7  | 1   | 0   | 3  | 53 | 27 | +26 |
| 4.   | Fiemme          | 23 | 11 | 6  | 2   | 1   | 2  | 41 | 30 | +11 |
| 5.   | Pergine         | 19 | 11 | 6  | 0   | 1   | 4  | 31 | 33 | -2  |
| 6.   | Aurora Frogs    | 18 | 11 | 6  | 0   | 0   | 5  | 44 | 28 | +14 |
| 7.   | Kaltern-Caldaro | 17 | 11 | 5  | 1   | 0   | 5  | 35 | 27 | +8  |
| 8.   | Varese          | 15 | 11 | 4  | 1   | 1   | 5  | 31 | 45 | -14 |
| 9.   | Alleghe         | 9  | 11 | 2  | 1   | 1   | 7  | 28 | 47 | -26 |
| 10.  | Chiavenna       | 9  | 11 | 3  | 0   | 0   | 8  | 23 | 52 | -29 |
| 11.  | Como            | 6  | 11 | 2  | 0   | 0   | 9  | 24 | 55 | -31 |
| 12.  | Feltreghiaccio  | 3  | 11 | 1  | 0   | 0   | 10 | 20 | 49 | -29 |

## Tabellone
|  | Turno di qualificazione | Turno di qualificazione |   |   | Quarti di finale | Quarti di finale |  |                 | Semifinali | Semifinali | Semifinali | Semifinali |  |                 | Finale | Finale |
|  |                         |                         |   |   |                  |                  |  |                 |            |            |            |            |  |                 |        |        |
|  |                         |                         |   |   |                  |                  |  |                 |            |            |            |            |  |                 |        |        |
|  |                         |                         |   |   |                  |                  |  |                 |            |            |            |            |  |                 |        |        |
|  |                         | Milano Rossoblu         | 9 |   |                  |                  |  |                 |            |            |            |            |  |                 |        |        |
|  |                         |                         | 9 |   |                  |                  |  |                 |            |            |            |            |  |                 |        |        |
|  |                         | Varese                  | 2 |   |                  |                  |  |                 |            |            |            |            |  |                 |        |        |
|  | Varese                  | Varese                  | 2 | 4 |                  |                  |  |                 |            |            |            |            |  |                 |        |        |
|  | Varese                  |                         |   | 4 |                  |                  |  |                 |            |            |            |            |  |                 |        |        |
|  | Alleghe                 | 1                       |   |   |                  |                  |  |                 |            |            |            |            |  |                 |        |        |
|  | Alleghe                 | 1                       |   |   |                  |                  |  | Milano Rossoblu | 4          | 4          |            |            |  |                 |        |        |
|  |                         |                         |   |   |                  |                  |  | Milano Rossoblu | 4          | 4          |            |            |  |                 |        |        |
|  |                         | Pergine                 | 0 | 0 |                  |                  |  |                 |            |            |            |            |  |                 |        |        |
|  |                         | Pergine                 | 0 | 0 |                  |                  |  |                 |            |            |            |            |  |                 |        |        |
|  |                         |                         |   |   |                  |                  |  |                 |            |            |            |            |  |                 |        |        |
|  |                         |                         |   |   |                  |                  |  |                 |            |            |            |            |  |                 |        |        |
|  |                         | Merano                  | 3 |   |                  |                  |  |                 |            |            |            |            |  |                 |        |        |
|  |                         |                         | 3 |   |                  |                  |  |                 |            |            |            |            |  |                 |        |        |
|  |                         | Pergine                 | 6 |   |                  |                  |  |                 |            |            |            |            |  |                 |        |        |
|  | Pergine                 | Pergine                 | 6 | 6 |                  |                  |  |                 |            |            |            |            |  |                 |        |        |
|  | Pergine                 |                         |   | 6 |                  |                  |  |                 |            |            |            |            |  |                 |        |        |
|  | Feltreghiaccio          | 0                       |   |   |                  |                  |  |                 |            |            |            |            |  |                 |        |        |
|  | Feltreghiaccio          | 0                       |   |   |                  |                  |  |                 |            |            |            |            |  | Milano Rossoblu | 7      |        |
|  |                         |                         |   |   |                  |                  |  |                 |            |            |            |            |  | Milano Rossoblu | 7      |        |
|  |                         | Eppan-Appiano           | 3 |   |                  |                  |  |                 |            |            |            |            |  |                 |        |        |
|  |                         | Eppan-Appiano           | 3 |   |                  |                  |  |                 |            |            |            |            |  |                 |        |        |
|  |                         |                         |   |   |                  |                  |  |                 |            |            |            |            |  |                 |        |        |
|  |                         |                         |   |   |                  |                  |  |                 |            |            |            |            |  |                 |        |        |
|  |                         | Eppan-Appiano           | 4 |   |                  |                  |  |                 |            |            |            |            |  |                 |        |        |
|  |                         |                         | 4 |   |                  |                  |  |                 |            |            |            |            |  |                 |        |        |
|  |                         | Kaltern-Caldaro         | 1 |   |                  |                  |  |                 |            |            |            |            |  |                 |        |        |
|  | Kaltern-Caldaro         | Kaltern-Caldaro         | 1 | 3 |                  |                  |  |                 |            |            |            |            |  |                 |        |        |
|  | Kaltern-Caldaro         |                         |   | 3 |                  |                  |  |                 |            |            |            |            |  |                 |        |        |
|  | Chiavenna               | 2                       |   |   |                  |                  |  |                 |            |            |            |            |  |                 |        |        |
|  | Chiavenna               | 2                       |   |   |                  |                  |  | Eppan-Appiano   | 8          | 1          |            |            |  |                 |        |        |
|  |                         |                         |   |   |                  |                  |  | Eppan-Appiano   | 8          | 1          |            |            |  |                 |        |        |
|  |                         | Fiemme                  | 2 | 2 |                  |                  |  |                 |            |            |            |            |  |                 |        |        |
|  |                         | Fiemme                  | 2 | 2 |                  |                  |  |                 |            |            |            |            |  |                 |        |        |
|  |                         |                         |   |   |                  |                  |  |                 |            |            |            |            |  |                 |        |        |
|  |                         |                         |   |   |                  |                  |  |                 |            |            |            |            |  |                 |        |        |
|  |                         | Fiemme                  | 4 |   |                  |                  |  |                 |            |            |            |            |  |                 |        |        |
|  |                         |                         | 4 |   |                  |                  |  |                 |            |            |            |            |  |                 |        |        |
|  |                         | Aurora Frogs            | 2 |   |                  |                  |  |                 |            |            |            |            |  |                 |        |        |
|  | Aurora Frogs            | Aurora Frogs            | 2 | 8 |                  |                  |  |                 |            |            |            |            |  |                 |        |        |
|  | Aurora Frogs            |                         |   | 8 |                  |                  |  |                 |            |            |            |            |  |                 |        |        |
|  | Como                    | 6                       |   |   |                  |                  |  |                 |            |            |            |            |  |                 |        |        |

## Incontri

### Qualificazione
| Ora 16 dicembre 2017, ore 19:00 CET | AurOra Frogs                 | 8 – 6 (2:2; 4:2; 2:2) referto | Como | Eisplatz Schwarzenbach (150 spett.)\| Arbitri: \| Marco Bagozza Patrick Gruber \| |
| Arbitri:                            | Marco Bagozza Patrick Gruber |                               |      |                                                                                   |

| Caldaro sulla Strada del Vino 17 dicembre 2017, ore 18:00 CET | Caldaro                       | 3 – 2 (1:2; 1:0; 1:0) referto | Chiavenna | Palaghiaccio Caldaro (100 spett.)\| Arbitri: \| Massimo De Col Nadir Ceschini \| |
| Arbitri:                                                      | Massimo De Col Nadir Ceschini |                               |           |                                                                                  |

| Pergine Valsugana 17 dicembre 2017, ore 19:00 CET | Pergine                      | 6 – 0 (2:0; 1:0; 3:0) referto | Feltreghiaccio | Stadio del ghiaccio di Pergine (285 spett.)\| Arbitri: \| Davide Deidda Patrick Gruber \| |
| Arbitri:                                          | Davide Deidda Patrick Gruber |                               |                |                                                                                           |

| Varese 17 dicembre 2017, ore 19:30 CET | Varese                                | 4 – 1 (0:0; 2:0; 2:1) referto | Alleghe | PalAlbani (105 spett.)\| Arbitri: \| Simone Lega Stefano Giovanni Terragni \| |
| Arbitri:                               | Simone Lega Stefano Giovanni Terragni |                               |         |                                                                               |

### Quarti di finale
| Appiano sulla Strada del Vino 20 gennaio 2018, ore 18:00 CET | Appiano                           | 4 – 1 (1:0; 3:1; 0:0) referto | Caldaro | Stadio del Ghiaccio di Appiano (319 spett.)\| Arbitri: \| Davide Deidda Patrick Theo Gruber \| |
| Arbitri:                                                     | Davide Deidda Patrick Theo Gruber |                               |         |                                                                                                |

| Milano 20 gennaio 2018, ore 19:00 CET | Milano Rossoblu                      | 9 – 2 (6:1; 1:0; 2:1) referto | Varese | PalaAgorà (580 spett.)\| Arbitri: \| Fabio Lottaroli Willy Vinicio Volcan \| |
| Arbitri:                              | Fabio Lottaroli Willy Vinicio Volcan |                               |        |                                                                              |

| Merano 20 gennaio 2018, ore 19:30 CET | Merano                        | 3 – 6 (2:1; 1:3; 0:2) referto | Pergine | MeranArena (720 spett.)\| Arbitri: \| Marco Bettarini Fabio Tirelli \| |
| Arbitri:                              | Marco Bettarini Fabio Tirelli |                               |         |                                                                        |

| Cavalese 20 gennaio 2018, ore 20:00 CET | Fiemme                 | 4 – 2 (1:0; 2:2; 1:0) referto | AurOra Frogs | Palazzetto del Ghiaccio di Cavalese (343 spett.)\| Arbitri: \| Luca Cassol Omar Piniè \| |
| Arbitri:                                | Luca Cassol Omar Piniè |                               |              |                                                                                          |

### Semifinali

#### Andata
| Appiano sulla Strada del Vino 1º febbraio 2018, ore 20.30 | Appiano                        | 8 – 2 (2:1; 2:0; 4:1) referto | Fiemme | Stadio del Ghiaccio di Appiano (296 spett.)\| Arbitri: \| Federico Giacomozzi Luca Marri \| |
| Arbitri:                                                  | Federico Giacomozzi Luca Marri |                               |        |                                                                                             |

| Milano 1º febbraio 2018, ore 20.30 | Milano Rossoblu                  | 4 – 0 (3:0; 1:0; 0:0) referto | Pergine | PalaAgorà (637 spett.)\| Arbitri: \| Patrick Theo Gruber Alex Lazzeri \| |
| Arbitri:                           | Patrick Theo Gruber Alex Lazzeri |                               |         |                                                                          |

#### Ritorno
| Cavalese 8 febbraio 2018, ore 20.30 | Fiemme                       | 2 – 1 (2:0; 0:0; 0:1) referto | Appiano | Palazzetto del Ghiaccio di Cavalese (372 spett.)\| Arbitri: \| Andrea Moschen Fabio Tirelli \| |
| Arbitri:                            | Andrea Moschen Fabio Tirelli |                               |         |                                                                                                |

| Pergine Valsugana 8 febbraio 2018, ore 20.30 | Pergine                           | 0 – 4 (0:1; 0:2; 0:1) referto | Milano Rossoblu | Stadio del ghiaccio di Pergine (215 spett.)\| Arbitri: \| Andrea Benvegnù Leandro Soraperra \| |
| Arbitri:                                     | Andrea Benvegnù Leandro Soraperra |                               |                 |                                                                                                |

### Finale
| Arbitri: | Patrick Theo Gruber Simone Mischiatti |

| |           | |
| 4:10 Vanetti (Radin, M. Borghi) 29:42 Petrov (Terzago, Ilić) 33:16 Terzago (Schina, Xamin) 35:34 Terzago (Xamin, Schina) 40:46 M. Borghi (Vanetti, Piccinelli) 46:17 Perna (M. Borghi) 54:24 M. Borghi (Perna, Re) | Marcatori | 28:24 Unterkofler (Peruzzo, Eisenstecken) 37:56 Ceresa (Ebner) 41:46 Ceresa (Unterkofler, Peruzzo) |

## Verdetti
- Vincitrice Coppa Italia:  Milano Rossoblu